# Farol do Esteiro
O Farol do Esteiro é um farol português que se localiza na Mata do Estádio Nacional em Cruz Quebrada - Dafundo, no Município de Oeiras, Distrito de Lisboa, a cerca de 760 metros de um outro farol mais antigo que ali havia.
Encontra-se a cerca de 800 metros a nordeste do Farol da Gibalta.
Trata-se de uma torre quadrangular de alvenaria revestida a azulejos brancos com cunhais em pedra aparente. Lado sul pintado com duas faixas horizontais vermelhas servindo de marca diurna. Possui 15 metros de altura, e edifício anexo.
O Farol do Esteiro define, juntamente com os Faróis da Gibalta e da Mama, o enfiamento de entrada da Barra Sul do Porto de Lisboa.